# Bokoro
Bokoro è un comune del Ciad, situato nel dipartimento di Dababa, provincia di Hadjer-Lamis. 
È il capoluogo del dipartimento.